# Янко Славчев
Янко Костадинов Славчев е български политик от Народната партия.

## Биография
Роден е на 9 август 1841 година в Търново. Обучава се в гръцко училище, а по-късно при Петко Славейков и Никола Михайловски. През 1865 година се установява във Варна и започва да се занимава с търговия в кантората на своя родственик Никола Георгевич, където постъпва на работа като писар. Благодарение на доброто си владеене на италиански и френски, Славчев става агент на Английското параходно дружество „Мортън Бел“. Търговските му успехи го издигат до член на тогавашния търговски съвет. Той е сред инициаторите за създаване на първото българско читалище „Възрождение“. Работи всеотдайно за учредяването на българската църковна община във Варна. През 1875 Славчев е избран за член на търговския съвет (тижарет) във Варна.
След Руско-турската война от 1877 – 1878 е училищен и църковен настоятел.
Избран е за депутат в Учредителното събрание в Търново през 1879 г. от специалната квота на Императорския руски комисар – княз Александър Дондуков-Корсаков.
На 22 ноември 1879 година става кмет на Варна от листата на консерваторите и остава на този пост до 1881 година, когато е избран за депутат във II велико народно събрание. Съосновател на Българско търговско параходно дружество през 1892 г. От 1895 до 1896 година кара втори мандат като кмет. Полага усилия по създаването на културни институции в града – училища и храмове. Между 1899 и 1901 е председател на Варненската търговско-индустриална камара.
Умира във Варна на 3 май 1927 година. Погребан е в двора на православната църква „Свети Архангел Михаил“ в центъра на Варна.